# Aliança de Oposição contra a Ditadura
A Aliança da Oposição contra a Ditadura (em castelhano:  Alianza de Oposición contra la Dictadura), ou simplesmente chamada de Aliança da Oposição ou Alianza Libre-PINU, foi uma coalizão política fundada em 2017 para disputar as eleições gerais de Honduras daquele ano, como forma de enfrentar o candidato Juan Orlando Hernández, do majoritário  Partido Nacional. A coalizão era formada pelo Partido Liberdade e Refundação (Libre) e o Partido Inovação e Unidade (PINU), e teve como presidente o antigo candidato pelo Partido Anticorrupção, Salvador Nasralla.